# 佐藤ざくり
佐藤 ざくり（さとう ざくり、9月20日 - ）は、日本の漫画家。大阪府大阪市阿倍野区出身。京都府京都市下京区在住。血液型A型。
2014年8月25日、『マイルノビッチ』とアパレルショップ・SPINNSとのコラボアイテムを発売した。
2020年2月20日、今秋より『Hulu』にて継続的に連続ドラマ化する「マーガレット Love Stories」がスタート。第1弾として『マイルノビッチ』がドラマ化される事が発表された。

## 略歴
- 2001年 - 『マーガレット』（集英社）に掲載されたNEWまんがゼミナール入選作「同じ星に生まれて」でデビュー[6]。

## 作品リスト
全て集英社、マーガレットコミックスから刊行されている。
- 天色（そらいろ）☆少年（2004年8月25日発売[7]、ISBN 4-08-847773-1）
  - 夏色☆少年（『マーガレット』2003年16号）
  - 桃色☆少年[注 1]（『マーガレット』2004年5号 - 7号）
  - 春色☆少年（『マーガレット』2004年9号 - 11号）
  - 天色（そらいろ）☆少年（『マーガレット』2004年12号 - 14号）
  - 天色（そらいろ）☆少女（描きおろし）
  - 真剣10代しゃべり場!!（描きおろし）
- MiLK（2007年7月25日発売[8]、『マーガレット』2006年12号 - 13号、ISBN 978-4-08-846194-6）
  - ピカピカ（『ザ マーガレット』2006年1月号）
  - MiLK番外編（描きおろし）
- otona♡pink（2007年、全2巻）
  1. 2007年11月22日発売[9]、『マーガレット』2007年13号 - 19号、ISBN 978-4-08-846234-9
  2. 2008年2月25日発売[10]、『マーガレット』2007年20号 - 24号、ISBN 978-4-08-846264-6
    - はつ恋 otona♡pink番外編（『ザ マーガレット』2008年3月号）
    - otona☆white（描きおろし）
- おバカちゃん、恋語りき（2008年 - 2010年、全7巻）
- マイルノビッチ（2010年 - 2014年、全12巻）
- 少女、少女、少女なの。 佐藤ざくり短編集（2014年12月25日発売[11]、ISBN 978-4-08-845318-7）
  - 少女、少女、少女なの。[12]（『ザ マーガレット』2014年10月号）
  - 天涯孤独系ガール（『マーガレット』2013年19号）
  - UNDER HEAVEN[13]（『マーガレット』2012年1号）
  - 半分は愛でできてます。（『マーガレット』2008年9号）
  - オン・ザ・ベッド（『マーガレット』2006年17号）
  - プラスチックのキス （『マーガレット』2011年21号別冊ふろく『みんなのキス』）
- たいへんよくできました。[注 2]（2014年 - 2015年、全5巻）
  1. 2014年12月25日発売[14]、『マーガレット』2014年17号[15][16] - 2014年22号、ISBN 978-4-08-845316-3
  2. 2015年3月25日発売[17]、『マーガレット』2014年23号 - 2015年5号、ISBN 978-4-08-845361-3
    - 番外編 春人が帰ってきた日（『マーガレット』2015年3・4合併号別冊ふろく『miniマーガレット』）

  3. 2015年6月25日発売[18]、『マーガレット』2015年6号 - 2015年11号、ISBN 978-4-08-845398-9
  4. 2015年9月25日発売[19]、『マーガレット』2015年12号 - 2015年17号、ISBN 978-4-08-845443-6
    - たいへんよくできました。番外編[20]（『ザ マーガレット』2015年8月号）

  5. 2015年12月25日発売[21]、『マーガレット』2015年18号 - 2015年23号[22][23]、ISBN 978-4-08-845495-5
- アナグラアメリ[注 3]（2016年 - 2019年、全12巻）
  1. 2016年5月25日発売[24]、『マーガレット』2016年5号『マーガレット』2016年5号[25][26] - 10号、ISBN 978-4-08-845575-4
    - 安心してください、犬ですよ。（『にこいちマーガレット』2015年21&22号[27]）
    - ざくり日記（描きおろし）

  2. 2016年8月25日発売[28]、『マーガレット』2016年11号 - 16号、ISBN 978-4-08-845622-5
    - 安心してください、犬ですよ。（『にこいちマーガレット』2015年23&24号）
    - ざくり日記（描きおろし）

  3. 2016年11月25日発売[29]、『マーガレット』2016年17号 - 22号、ISBN 978-4-08-845668-3
    - 安心してください、犬ですよ。（『にこいちマーガレット』2016年1&2号）
    - ざくり日記（描きおろし）

  4. 2017年2月24日発売[30]、『マーガレット』2016年23号 - 2017年5号、ISBN 978-4-08-845715-4
    - ざくり日記（描きおろし）

  5. 2017年6月23日発売[31]、『マーガレット』2017年6号 - 11号、ISBN 978-4-08-845772-7
    - ざくり日記（描きおろし）

  6. 2017年10月25日発売[32]、『マーガレット』2017年12号 - 17号、ISBN 978-4-08-845834-2
    - ざくり日記（描きおろし）
    - くらべてみました! あめりを巡る、2人の男子 帝斗と世堂（『マーガレット』2017年12号）

  7. 2018年3月23日発売[33]、『マーガレット』2017年24号、2018年1号、3･4合併号 - 7号、ISBN 978-4-08-844004-0
    - ざくり日記（描きおろし）

  8. 2018年6月25日発売[34]、『マーガレット』2018年8号 - 13号、ISBN 978-4-08-844051-4
    - ざくり日記（描きおろし）

  9. 2018年10月25日発売[35]、『マーガレット』2018年14号 - 17号、19号 - 20号、ISBN 978-4-08-844106-1
    - ざくり日記（描きおろし）

  10. 2019年1月25日発売[36]、『マーガレット』2018年21号 - 2019年2号、ISBN 978-4-08-844153-5
    - ざくり日記（描きおろし）

  11. 2019年4月25日発売[37]、『マーガレット』2019年3・4合併号 - 9号、ISBN 978-4-08-844190-0
    - ざくり日記（描きおろし）

  12. 2019年8月23日発売[38]、『マーガレット』2019年10・11合併号 - 15号[39][40]、ISBN 978-4-08-844231-0
    - アナグラアメリ 番外編[41]（『マーガレット』2019年16号）
    - 青井さんの話。（描きおろし）
    - ざくり日記（描きおろし）
- モジコイネネコイ（2019年 - 2022年、全10巻）
  1. 2020年2月25日発売[42][43]、『マーガレット』2019年23号[44] - 2020年5号、ISBN 978-4-08-844296-9
    - ざくりの牧場（描きおろし）

  2. 2020年6月25日発売[45]、『マーガレット』2020年6号 - 10・11合併号、13号、ISBN 978-4-08-844339-3
    - （タイトルなし）[注 4]
    - ざくりの牧場（描きおろし）

  3. 2020年9月25日発売[46]、『マーガレット』2020年14号 - 19号、ISBN 978-4-08-844373-7
    - ざくりの牧場（描きおろし）

  4. 2020年12月24日発売[47]、『マーガレット』2020年20号 - 2021年1号、ISBN 978-4-08-844418-5
    - ざくりの牧場（描きおろし）

  5. 2021年2月25日発売[48]、『マーガレット』2021年2号 - 5号、ISBN 978-4-08-844441-3
    - 番外編 赤とピンク、ハートにキラキラ[49]（『ザ マーガレット』2021年冬号）
    - マイルノビッチ特別編[50]（『マーガレット』2021年5号別冊ふろく『プレマ!〜PREMIUM MARGARET〜』）
    - 豆ちゃんの話（描きおろし）
    - ざくりの牧場（描きおろし）
    - MOJIKOI NENECOI GALLERY

  6. 2021年6月24日発売[51]、『マーガレット』2021年6号 - 8号、10・11合併号 - 13号、ISBN 978-4-08-844502-1
    - ざくりの牧場（描きおろし）

  7. 2021年10月25日発売[52]、『マーガレット』2021年14号 - 19号、ISBN 978-4-08-844534-2
    - ざくりの牧場（描きおろし）

  8. 2022年1月25日発売[53]、『マーガレット』2021年20号 - 2022年1号、ISBN 978-4-08-844596-0
    - ざくりの牧場（描きおろし）

  9. 2022年5月25日発売[54]、『マーガレット』2022年2号 - 8号、ISBN 978-4-08-844606-6
    - ざくりの牧場（描きおろし）

  10. 2022年8月25日発売[55]、『マーガレット』2022年9号 - 15号[56][57]、ISBN 978-4-08-844690-5
    - モジコイネネコイ 番外編（描きおろし）
    - ざくりの牧場（描きおろし）
- 四畳半のいばら姫（原作担当、作画：吉田夢美、『マーガレット』2023年6号[58][59] - 連載中、既刊8巻）
  1. 2023年5月25日発売[60]、ISBN 978-4-08-844803-9
  2. 2023年9月25日発売[61]、ISBN 978-4-08-844804-6
  3. 2023年12月25日発売[62]、ISBN 978-4-08-844847-3
  4. 2024年4月24日発売[63]、ISBN 978-4-08-844877-0
  5. 2024年8月23日発売[64]、ISBN 978-4-08-843041-6
  6. 2024年11月25日発売[65]、ISBN 978-4-08-843069-0
  7. 2025年3月25日発売[66]、ISBN 978-4-08-843116-1
  8. 2025年7月25日発売[67]、ISBN 978-4-08-843147-5
- 焼肉の女 綾門寺赤奈（『Cocohana』2024年12月号[68] - 2025年2月号[69]、2025年6月号[70] - 、既刊1巻） - 短期連載[68]→連載[70]
  1. 2025年7月25日発売[71][72]、ISBN 978-4-08-843152-9

### アンソロジー
- HE LOVES YOU[注 5]（2010年12月24日発売[73]、ISBN 978-4-08-846602-6）
  - 半分は愛でできてます。（『マーガレット』2008年9号）
- FIRST LOVE,KISS,xxx[注 6]（2011年1月25日発売[74]、ISBN 978-4-08-846614-9）
  - オン・ザ・ベッド（『マーガレット』2006年17号）
- 東日本大震災チャリティー漫画本 PARTY! SORA[75][注 7]（2011年8月5日発売[76]、メディアパル、ISBN 978-4-89610-202-4）
  - おバカちゃん、恋語りき 番外編 HOLIDAY[77]
- 桐島、部活やめるってよ（2012年、小説のコミカライズ）

### 単行本未収録作品
- 同じ星に生まれて（『マーガレット』2001年、デビュー作）
- ハチミツレモン（『マーガレット』2003年10号）
- まっか（『マーガレット』2003年14号）
- 月と蝶々（『マーガレット』2003年19号）
- みどりのオバケ（『マーガレット』2003年21号）
- 僕のスミレ（『マーガレット』2003年23号）
- コイバカ（『ザ マーガレット』2003年11月号）
- ハートブレイカーズ（『マーガレット』2005年12号 - ）
- 君のためなら死ねる（仮）!!（『ザ マーガレット』2008年10月号）
- （タイトル不明）[78]（『マーガレット』2012年13号別冊ふろく『ゆきりんになりたい!〜リアルヒロインに学べ☆with ひなた＆まいる〜』）
- 小桜川えいの妄想彼氏ノート（『Cocohana』2024年6月号[79]、2024年7月号[80]） - 前後編[79][80]